# Hokkaido-Ken
Hokkaido-Ken (anglicky: Hokkaido Inu), neboli Ainu inu, je japonské psí plemeno pocházející z ostrova Hokkaidó.

## Historie
Plemeno hokkaido-ken vzniklo pravděpodobně v období Kamakura v Japonsku, když se lidé z ostrova Honšú stěhovali na Hokkaidó. O jeho předcích nemáme žádné záznamy, stejně tak o samotném chovu. Lidem, s nimiž cestoval mezi těmito ostrovy, hlídal majetek a současně jim byl i společenským psem. Jako národní plemeno bylo uznáno roku 1937. Po tom, co tito psi přicestovali na Hokkaidó, rozšířili se i místní obyvatele Ainui, ti je využívali k lovu medvědů a jiných velkých zvířat a křížili je s místními psy. Při lovu medvědů smečka nejčastěji pěti psů medvěda stopovala, obklíčila a posléze jej unavovala dorážením, dokud nepřišel lovec. První hokkaido-ken si přivezla rodina pocházející z Japonka při stěhování do Francie. Přivezli si s sebou dva nepříbuzné psy (psa a fenu) a ti byli základ pro evropský chov. V Česku se první hokkaido-ken objevila v roce 1993 a byla to fena Ichikime de Takara, později sem byli importován ještě jeden sněhobílý pes a fena, ti tvořili základ českého chovu. První vrh se narodil 22.3.1995.
Oficiálně se v Česku v současné době (duben 2015) nacházejí dvě chovatelské stanice. Toto plemeno zde zastřešuje Klub chovatelů málopočetných plemen. Krom České republiky se Hokkaido vyskytuje již jen v Japonsku. Oficiální používaná zkratka zde je HOK.

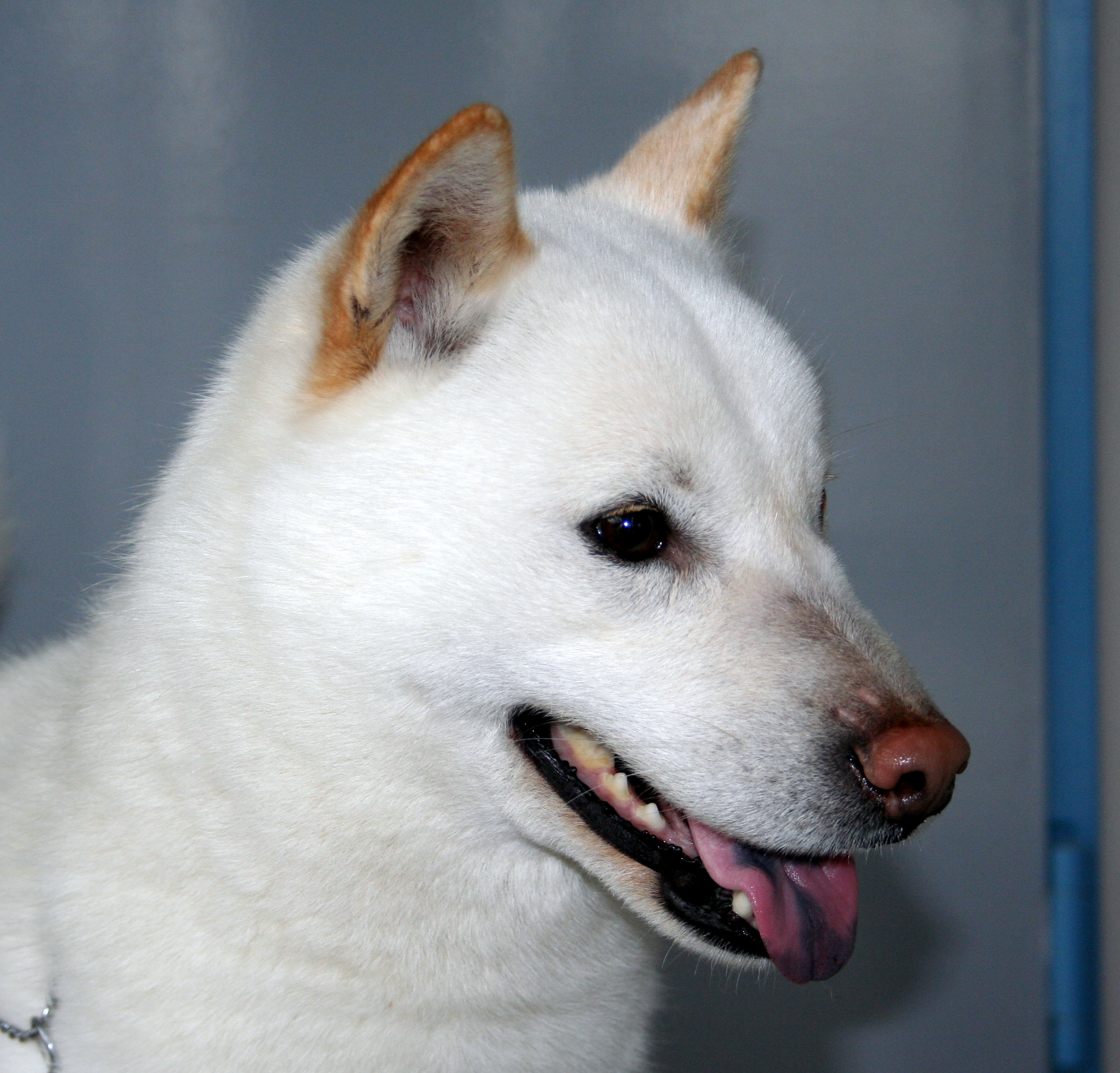

## Vzhled
Hokkaido-ken je středně velký pes s rozpoznatelným pohlavním dimorfismem. Je těžší konstrukce a má dobře osvalené celé tělo. Srst, která pokrývá celé tělo je velmi hustá, na dotek jemná a s podsadou. Vyskytuje se v čistě bílé barvě s oranžovými červenými nebo hnědými znaky či žíhané.
Hlava je vyvážená s harmonickými rysy. Poměr délky lebky a délky čenichu je 3:2. Stop je patrný. Uši jsou malé, trojúhelníkového tvaru a vztyčené. Posazené vysoko. Oči jsou trojúhelníkovité, bělmo téměř není vidět. Barva očí je tmavě hnědá. Nosní houba je většinou černá, ale u sněhobíle zbarvených jedinců je povolená i masová (růžová). Zuby silné s nůžkovým skusem. Je možné, aby měli modrý jazyk. Krk je silný a široký, středně dlouhý a bez laloku. Hřbet je dlouhý, rovný a široký. Ocas je charakteristickým znakem všech špiců; je silně ostrstěný a vždy nesen zatočený na hřbetě. Vysoko nasazený a dlouhý. Nohy jsou středně dlouhé, dobře osvalené s kulatými tlapkami a černými drápky.

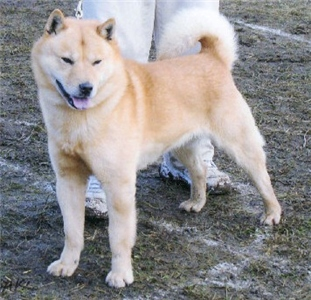

## Povaha
Tito psi jsou důstojní, tvrdohlaví, dominantní a loajální vůči svému majiteli. Nejsou vhodní do rodiny, protože si vyberou pouze jednoho vůdce, kterého poslouchají a nikoho jiného. Jsou mu naprosto oddaní a tvrdě jej brání. Jsou aktivní, energičtí a nebojácní. Mají vyvinuté lovecké pudy.
S dětmi vychází dobře, ale kvůli jejich hyperaktivnímu chování a ochranářskému pudu není vhodné nechávat je samotné. Hokkaido-ken dobře vychází s jinými psy a toleruje je, je ale žárlivý. S jinými domácími zvířaty nevychází dobře, má sklony pronásledovat je a dávit. Je to dobrý hlídač a umí bránit i rodinu a majetek. K cizím se chová uzavřeně, ale ne agresivně.

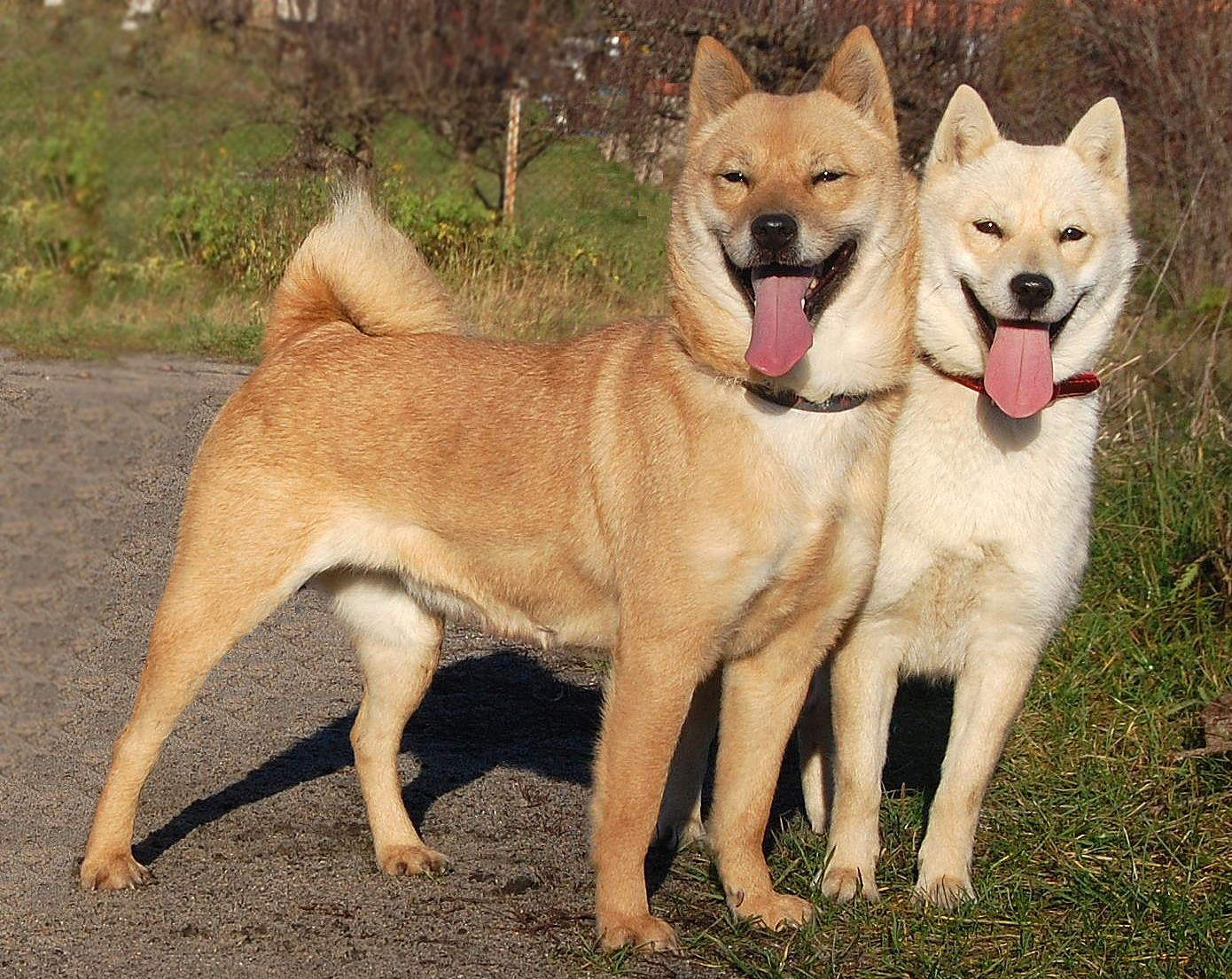

## Nároky
Tito psi vyžadují pevné vedení a výcvik i výchova jsou nutností, jinak se z nich může stát nezvladatelný a agresivní pes. Je nutné být asertivní a hodí se pro chovatele, který již s tvrdohlavými a dominantními psy má zkušenosti. Je lepší odměňovat je za správné chování, ne trestat za špatné. Při výchově musí platit, že co je jednou zakázané, bude vždy. Je nutná socializace.
Srst je s podsadou, to znamená, že 2x ročně líná a v tomto období je nutné ji často vyčesávat. Mimo toto období stačí 1x týdně. Mytí šamponem srsti nevadí. Srst ve zvukovodech se musí vytrhávat.
Vyžadují hodně pohybu. Jsou pro ně vhodné veškeré typy pohybu, od psích sportů až po dlouhé horské túry. Jsou velice aktivní a potřebují neustále být zaměstnáni. V případě, že mají málo pohybu nebo se pohybují v malém prostoru, časem začnou být apatičtí a stereotypní.
Je pro ně vhodný celoroční pobyt venku, jsou otužilí a voda jim na kůži neprosákne. Musí být v kontaktu s majitelem.